# Tinodes turanicus
Tinodes turanicus is een schietmot uit de familie Psychomyiidae. De soort komt voor in het Palearctisch gebied.